# Duitsland op de Olympische Winterspelen 1994
Tijdens de Olympische Winterspelen van 1994, die in Lillehammer (Noorwegen) werden gehouden, nam Duitsland voor de vijftiende keer deel.

## Medailleoverzicht
| Sport          | Olympiër                                                        | Discipline                     | Medaille |
| -------------- | --------------------------------------------------------------- | ------------------------------ | -------- |
| Alpineskiën    | Markus Wasmeier                                                 | super g (m)                    | Goud     |
| Alpineskiën    | Markus Wasmeier                                                 | reuzenslalom (m)               | Goud     |
| Alpineskiën    | Katja Seizinger                                                 | afdaling (v)                   | Goud     |
| Biatlon        | Ricco Groß Frank Luck Mark Kirchner Sven Fischer                | 4x7,5 km estafette (m)         | Goud     |
| Bobsleeën      | Harald Czudaj Karsten Brannasch Olaf Hampel Alexander Szelig    | 4-mansbob (m)                  | Goud     |
| Rodelen        | Georg Hackl                                                     | mannen                         | Goud     |
| Schaatsen      | Claudia Pechstein                                               | 5000 m (v)                     | Goud     |
| Schansspringen | Jens Weißflog                                                   | grote schans individueel (m)   | Goud     |
| Schansspringen | Hansjörg Jäkle Christof Duffner Dieter Thoma Jens Weißflog      | grote schans team (m)          | Goud     |
| Alpineskiën    | Martina Ertl                                                    | reuzenslalom (v)               | Zilver   |
| Biatlon        | Ricco Groß                                                      | 10 km (m)                      | Zilver   |
| Biatlon        | Frank Luck                                                      | 20 km (m)                      | Zilver   |
| Biatlon        | Uschi Disl Antje Harvey Simone Greiner-Petter-Memm Petra Schaaf | 4x7,5 km estafette (v)         | Zilver   |
| Rodelen        | Susi Erdmann                                                    | vrouwen                        | Zilver   |
| Schaatsen      | Anke Baier                                                      | 1000 m (v)                     | Zilver   |
| Schaatsen      | Gunda Niemann                                                   | 5000 m (v)                     | Zilver   |
| Biatlon        | Sven Fischer                                                    | 20 km (m)                      | Brons    |
| Biatlon        | Uschi Disl                                                      | 15 km (v)                      | Brons    |
| Bobsleeën      | Wolfgang Hoppe Ulf Hielscher René Hannemann Carsten Embach      | 4-mansbob (m)                  | Brons    |
| Rodelen        | Stefan Krauße Jan Behrendt                                      | dubbel                         | Brons    |
| Schaatsen      | Gunda Niemann                                                   | 1500 m (v)                     | Brons    |
| Schaatsen      | Claudia Pechstein                                               | 3000 m (v)                     | Brons    |
| Schaatsen      | Franziska Schenk                                                | 500 m (v)                      | Brons    |
| Schansspringen | Dieter Thoma                                                    | normale schans individueel (m) | Brons    |

## Deelnemers en resultaten
(m) = mannen, (v) = vrouwen 

### Alpineskiën
| Olympiër              | Discipline       | Resultaat | Prestatie                                                       |
| --------------------- | ---------------- | --------- | --------------------------------------------------------------- |
| Tobias Barnerssoi     | super g (m)      | dnf       | opgave                                                          |
| Tobias Barnerssoi     | reuzenslalom (m) | 15e       | 2.54,49 (+2,03) 1.29,96+1.24,53                                 |
| Tobias Barnerssoi     | combinatie (m)   | 14e       | 3.22,49 (+4,96) afdaling: 1.40,56 slalom: 1.41,93 (52,23+49,70) |
| Bernhard Bauer        | slalom (m)       | dnf-1     | opgave run 1                                                    |
| Armin Bittner         | slalom (m)       | dnf-1     | opgave run 1                                                    |
| Peter Roth            | slalom (m)       | dnf-2     | opgave run 2 1.01,84+dnf                                        |
| Hansjörg Tauscher     | afdaling (m)     | 25e       | 1.47,30 (+1,55)                                                 |
| Hansjörg Tauscher     | super g (m)      | 21e       | 1.34,71 (+2,18)                                                 |
| Markus Wasmeier       | afdaling (m)     | 36e       | 1.48,53 (+2,78)                                                 |
| Markus Wasmeier       | super g (m)      | Goud      | 1.32,53                                                         |
| Markus Wasmeier       | reuzenslalom (m) | Goud      | 2.52,46 1.28,71+1.23,75                                         |
| Markus Wasmeier       | combinatie (m)   | dns-s1    | niet gestart slalom run 1 afdaling: 1.39,04                     |
|                       |                  |           |                                                                 |
| Martina Ertl          | afdaling (v)     | 4e        | 1.37,10 (+1,17)                                                 |
| Martina Ertl          | reuzenslalom (v) | Zilver    | 2.32,19 (+1,22) 1.21,34+1.10,85                                 |
| Martina Ertl          | slalom (v)       | 14e       | 1.59,65 (+3,64) 1.01,23+58,42                                   |
| Martina Ertl          | combinatie (v)   | 5e        | 3.08,78 (+3,62) afdaling: 1.29,38 slalom: 1.39,40 (50,98+48,42) |
| Hilde Gerg            | super g (v)      | 18e       | 1.23,63 (+1,48)                                                 |
| Hilde Gerg            | reuzenslalom (v) | dnf-2     | opgave run 2 1.21,00+dnf                                        |
| Hilde Gerg            | slalom (v)       | dnf-2     | opgave run 2 1.02,48+dnf                                        |
| Hilde Gerg            | combinatie (v)   | 8e        | 3.10,10 (+4,94) afdaling: 1.29,02 slalom: 1.41,08 (52,14+48,94) |
| Michaela Gerg-Leitner | super g (v)      | 31e       | 1.25,19 (+3,04)                                                 |
| Katrin Gutensohn      | afdaling (v)     | 18e       | 1.38,14 (+2,21)                                                 |
| Katrin Gutensohn      | super g (v)      | 6e        | 1.22,84 (+0,69)                                                 |
| Christina Meier-Höck  | reuzenslalom (v) | 10e       | 2.35,22 (+4,25) 1.22,02+1.13,20                                 |
| Edda Mutter           | slalom (v)       | dnf-1     | opgave run 1                                                    |
| Katja Seizinger       | afdaling (v)     | Goud      | 1.35,93                                                         |
| Katja Seizinger       | super g (v)      | dnf       | opgave                                                          |
| Katja Seizinger       | reuzenslalom (v) | dnf-2     | opgave run 2 1.21,62+dnf                                        |
| Katja Seizinger       | combinatie (v)   | dnf-s1    | opgave slalom run 1 afdaling: 1.27,28                           |
| Miriam Vogt           | afdaling (v)     | 12e       | 1.37,86 (+1,93)                                                 |
| Miriam Vogt           | slalom (v)       | dnf-1     | opgave run 1                                                    |
| Miriam Vogt           | combinatie (v)   | 9e        | 3.10,14 (+4,98) afdaling: 1.29,61 slalom: 1.40,53 (51,24+49,29) |

### Biatlon
| Olympiër                                                             | Discipline             | Resultaat | Prestatie |
| -------------------------------------------------------------------- | ---------------------- | --------- | --- |
| Sven Fischer                                                         | 10 km (m)              | 7e        | 29.16,0 (+1.09,0) pen.: 1 (1 + 0)                                                                                           |
| Sven Fischer                                                         | 20 km (m)              | Brons     | 57.41,9 (+16,6) pen.: 2 (0 + 2 + 0 + 0)                                                                                     |
| Ricco Groß                                                           | 10 km (m)              | Zilver    | 28.13,0 (+6,0) pen.: 0 (0 + 0)                                                                                              |
| Mark Kirchner                                                        | 10 km (m)              | 12e       | 29.51,7 (+1.44,7) pen.: 2 (1 + 1)                                                                                           |
| Mark Kirchner                                                        | 20 km (m)              | 7e        | 59.16,4 (+1.51,1) pen.: 4 (1 + 1 + 0 + 2)                                                                                   |
| Frank Luck                                                           | 10 km (m)              | 6e        | 29.09,7 (+1.02,7) pen.: 2 (1 + 1)                                                                                           |
| Frank Luck                                                           | 20 km (m)              | Zilver    | 57.28,7 (+3,4) pen.: 3 (0 + 2 + 0 + 1)                                                                                      |
| Jens Steinigen                                                       | 20 km (m)              | 5e        | 58.18,1 (+52,8) pen.: 2 (0 + 0 + 2 + 0)                                                                                     |
| Team Ricco Groß Frank Luck Mark Kirchner Sven Fischer                | 4x7,5 km estafette (m) | Goud      | 1:30.22,1 pen.: 0 22.32,3 pen.: 0 (0 + 0) 22.06,0 pen.: 0 (0 + 0) 22.49,5 pen.: 0 (0 + 0) 22.54,3 pen.: 0 (0 + 0)           |
|                                                                      |                        |           | |
| Petra Schaaf                                                         | 7,5 km (v)             | 5e        | 26.33,6 (+24,8) pen.: 2 (2 + 0)                                                                                             |
| Petra Schaaf                                                         | 15 km (v)              | 15e       | 54.52,9 (+2.46,3) pen.: 5 (2 + 2 + 0 + 1)                                                                                   |
| Uschi Disl                                                           | 7,5 km (v)             | 13e       | 27.04,1 (+55,3) pen.: 2 (1 + 1)                                                                                             |
| Uschi Disl                                                           | 15 km (v)              | Brons     | 53.15,3 (+1.08,7) pen.: 3 (2 + 0 + 0 + 1)                                                                                   |
| Simone Greiner-Petter-Memm                                           | 7,5 km (v)             | 8e        | 26.46,5 (+37,7) pen.: 3 (3 + 0)                                                                                             |
| Simone Greiner-Petter-Memm                                           | 15 km (v)              | 36e       | 58.06,5 (+5.59,9) pen.: 7 (1 + 2 + 2 + 2)                                                                                   |
| Antje Harvey                                                         | 7,5 km (v)             | 26e       | 27.46,5 (+1.37,7) pen.: 3 (0 + 3)                                                                                           |
| Antje Harvey                                                         | 15 km (v)              | 9e        | 54.12,4 (+2.05,8) pen.: 3 (0 + 1 + 0 + 2)                                                                                   |
| Team Uschi Disl Antje Harvey Simone Greiner-Petter-Memm Petra Schaaf | 4x7,5 km estafette (v) | Zilver    | 1:51.16,5 (+3.57,0) pen.: 6 26.56,8 pen.: 0 (0 + 0) 26.38,5 pen.: 0 (0 + 0) 30.43,1 pen.: 6 (3 + 3) 26.58,1 pen.: 0 (0 + 0) |

### Bobsleeën
| Olympiër                                                     | Discipline                 | Resultaat | Prestatie                                       |
| ------------------------------------------------------------ | -------------------------- | --------- | ----------------------------------------------- |
| Rudi Lochner Markus Zimmermann                               | 2-mansbob (m) Duitsland I  | 4e        | 3.31,78 (+0,97) (52,74 / 53,09 / 52,76 / 53,19) |
| Sepp Dostthaler Bogdan Musiol                                | 2-mansbob (m) Duitsland II | 12e       | 3.32,84 (+2,03) (53,02 / 53,48 / 53,10 / 53,24) |
| Wolfgang Hoppe Ulf Hielscher René Hannemann Carsten Embach   | 4-mansbob (m) Duitsland I  | Brons     | 3.28,01 (+0,23) (51,82 / 51,91 / 52,14 / 52,14) |
| Harald Czudaj Karsten Brannasch Olaf Hampel Alexander Szelig | 4-mansbob (m) Duitsland II | Goud      | 3.27,78 (51,67 / 51,88 / 52,07 / 52,16)         |

### Freestyleskiën
| Olympiër             | Discipline  | Resultaat | Prestatie                           |
| -------------------- | ----------- | --------- | ----------------------------------- |
| Klaus Weese          | moguls (m)  | 23e       | dnq (kwalificatie: 22,67 p.)        |
| Tatjana Mittermayer  | moguls (v)  | 6e        | 24,43 p. (kwalificatie: 23,81 p.)   |
| Birgit Stein-Keppler | moguls (v)  | 20e       | dnq (kwalificatie: 21,39 p.)        |
| Elfie Simchen        | aerials (v) | 9e        | 136,46 p. (kwalificatie: 146,70 p.) |
| Sonja Reichart       | aerials (v) | 22e       | dnq (kwalificatie: 38,00 p.)        |

### Kunstrijden
| Olympiër                              | Discipline | Resultaat | Prestatie                                             |
| ------------------------------------- | ---------- | --------- | ----------------------------------------------------- |
| Tanja Szewczenko                      | vrouwen    | 6e        | 8,5 p. (korte kür: 5 - lange kür: 6)                  |
| Katarina Witt                         | vrouwen    | 7e        | 11,0 p. (korte kür: 6 - lange kür: 8)                 |
| Peggy Schwarz Alexander König         | paarrijden | 7e        | 11,5 p. (korte kür: 7 - lange kür: 8)                 |
| Anuschka Gläser Axel Rauschenbach     | paarrijden | 13e       | 19,0 p. (korte kür: 12 - lange kür: 13)               |
| Mandy Wötzel Ingo Steuer              | paarrijden | dnf       | opgave (korte kür: 8 - lange kür: dns)                |
| Jennifer Goolsbee Hendryk Schamberger | ijsdansen  | 9e        | 18,0 p. (verpl.1: 9 - verpl.2: 9 - org.: 9 - vrij: 9) |

### Langlaufen
| Olympiër                                                           | Discipline                    | Resultaat | Prestatie                                           |
| ------------------------------------------------------------------ | ----------------------------- | --------- | --------------------------------------------------- |
| Jochen Behle                                                       | 10 km klassiek (m)            | 11e       | 25.29,4 (+1.09,3)                                   |
| Jochen Behle                                                       | 50 km klassiek (m)            | dnf       | opgave                                              |
| Jochen Behle                                                       | achtervolging 10 km+15 km (m) | 14e       | +3.23,3 (10 km:25.29 + 15 km:38.03,1)               |
| Johann Mühlegg                                                     | 10 km klassiek (m)            | 17e       | 25.50,6 (+1.30,5)                                   |
| Johann Mühlegg                                                     | 30 km vrije stijl (m)         | 9e        | 1:15.42,8 (+3.16,4)                                 |
| Johann Mühlegg                                                     | achtervolging 10 km+15 km (m) | 8e        | +2.22,4 (10 km:25.50 + 15 km:36.41,2)               |
| Janko Neuber                                                       | 10 km klassiek (m)            | 61e       | 27.27,4 (+3.07,3)                                   |
| Janko Neuber                                                       | 30 km vrije stijl (m)         | 33e       | 1:19.57,5 (+7.31,1)                                 |
| Janko Neuber                                                       | 50 km klassiek (m)            | dnf       | opgave                                              |
| Janko Neuber                                                       | achtervolging 10 km+15 km (m) | 35e       | +5.30,8 (10 km:27.27 + 15 km:38.12,6)               |
| Torald Rein                                                        | 10 km klassiek (m)            | 32e       | 26.38,7 (+2.18,6)                                   |
| Torald Rein                                                        | achtervolging 10 km+15 km (m) | 38e       | +5.53,5 (10 km:26.38 + 15 km:39.24,3)               |
| Peter Schlickenrieder                                              | 30 km vrije stijl (m)         | 35e       | 1:20.08,8 (+7.42,4)                                 |
| Peter Schlickenrieder                                              | 50 km klassiek (m)            | 56e       | 2:25.22,4 (+18.02,1)                                |
| Team Torald Rein Jochen Behle Peter Schlickenrieder Johann Mühlegg | 4x10 km estafette (m)         | 4e        | 1:44.26,7 (+3.11,7) 27.08,6 26.37,1 25.40,3 25.00,7 |

### Noordse combinatie
| Olympiër                                       | Discipline      | Resultaat | Prestatie |
| ---------------------------------------------- | --------------- | --------- | --- |
| Thomas Abratis                                 | individueel (m) | 22e       | +7.40,8 — schans: 194,0 p — 15 km: 40.55,7 |
| Thomas Dufter                                  | individueel (m) | 23e       | +7.40,9 — schans: 197,5 p — 15 km: 41.18,8 |
| Roland Braun                                   | individueel (m) | 35e       | +8.22,1 — schans: 209,0 p — 15 km: 43.17,0 |
| Falk Schwaar                                   | individueel (m) | 42e       | +10.28,9 — schans: 168,5 p — 15 km: 40.53,8 |
| Team Thomas Dufter Roland Braun Thomas Abratis | team (m)        | 10e       | +15.33,6 — schans: 595,0 p — 30 km: 1:26.53,4 schans: 193,5 p — 10 km: 28.40,7 schans: 223,0 p — 10 km: 30.06,4 schans: 178,5 p — 10 km: 28.06,3 |

### Rodelen
| Olympiër                    | Discipline | Resultaat | Prestatie                                             |
| --------------------------- | ---------- | --------- | ----------------------------------------------------- |
| Georg Hackl                 | mannen     | Goud      | 3.21,571 (50,296 / 50,560 / 50,224 / 50,491)          |
| Jens Müller                 | mannen     | 8e        | 3.22,580 (+1,009) (50,563 / 50,858 / 50,297 / 50,862) |
| Alexander Bau               | mannen     | 15e       | 3.24,413 (+2,842) (51,020 / 51,078 / 50,885 / 51,430) |
| Susi Erdmann                | vrouwen    | Zilver    | 3.16,276 (+0,759) (48,989 / 48,893 / 49,340 / 49,054) |
| Gabi Kohlisch               | vrouwen    | 6e        | 3.17,197 (+1,680) (48,988 / 49,323 / 49,301 / 49,585) |
| Jana Bode                   | vrouwen    | 14e       | 3.18,101 (+2,584) (50,099 / 49,296 / 49,467 / 49,239) |
| Stefan Krauße Jan Behrendt  | dubbel     | Brons     | 1.36,945 (+0,225) (48,364 / 48,581)                   |
| Steffen Skel Steffen Wöller | dubbel     | 14e       | 1.38,308 (+1,588) (49,217 / 49,091)                   |

### Schaatsen
| Olympiër             | Discipline   | Resultaat | Prestatie                 |
| -------------------- | ------------ | --------- | ------------------------- |
| Peter Adeberg        | 500 m (m)    | 18e       | 37,35 (+1,02)             |
| Peter Adeberg        | 1000 m (m)   | 13e       | 1.14,15 (+1,72)           |
| Peter Adeberg        | 1500 m (m)   | 6e        | 1.53,50 (+2,21)           |
| Alexander Baumgärtel | 5000 m (m)   | 23e       | 6.59,64 (+24,68)          |
| Frank Dittrich       | 5000 m (m)   | 8e        | 6.52,27 (+17,31)          |
| Frank Dittrich       | 10.000 m (m) | 6e        | 14.04,33 (+33,78)         |
| Lars Funke           | 500 m (m)    | 28e       | 37,80 (+1,47)             |
| Lars Funke           | 1000 m (m)   | 28e       | 1.15,44 (+3,01)           |
| Thomas Kumm          | 1500 m (m)   | 19e       | 1.55,35 (+4,06)           |
| Thomas Kumm          | 5000 m (m)   | 29e       | 7.02,18 (+27,22)          |
| Michael Spielmann    | 500 m (m)    | 39e       | 38,58 (+2,25)             |
| Michael Spielmann    | 1000 m (m)   | 27e       | 1.15,41 (+2,98)           |
| Michael Spielmann    | 1500 m (m)   | 20e       | 1.55,36 (+4,07)           |
| Olaf Zinke           | 1500 m (m)   | 13e       | 1.54,66 (+3,37)           |
|                      |              |           |                           |
| Ulrike Adeberg       | 1500 m (v)   | 14e       | 2.06,40 (+4,21)           |
| Anke Baier           | 500 m (v)    | 15e       | 40,59 (+1,34)             |
| Anke Baier           | 1000 m (v)   | Zilver    | 1.20,12 (+1,38)           |
| Anke Baier           | 1500 m (v)   | 11e       | 2.05,97 (+3,78)           |
| Monique Garbrecht    | 500 m (v)    | 6e        | 39,95 (+0,70)             |
| Monique Garbrecht    | 1000 m (v)   | 5e        | 1.20,32 (+1,58)           |
| Gunda Niemann        | 1500 m (v)   | Brons     | 2.03,41 (+1,22)           |
| Gunda Niemann        | 3000 m (v)   | dq        | diskwalificatie (5.10,28) |
| Gunda Niemann        | 5000 m (v)   | Zilver    | 7.14,88 (+0,51)           |
| Claudia Pechstein    | 3000 m (v)   | Brons     | 4.18,34 (+0,91)           |
| Claudia Pechstein    | 5000 m (v)   | Goud      | 7.14,37                   |
| Franziska Schenk     | 500 m (v)    | Brons     | 39,70 (+0,45)             |
| Franziska Schenk     | 1000 m (v)   | 4e        | 1.20,25 (+1,51)           |
| Angela Hauck         | 500 m (v)    | 12e       | 40,38 (+1,13)             |
| Angela Hauck         | 1000 m (v)   | 12e       | 1.20,93 (+2,19)           |
| Heike Warnicke       | 1500 m (v)   | 26e       | 2.09,53 (+7,34)           |
| Heike Warnicke       | 3000 m (v)   | 15e       | 4.28,43 (+11,00)          |

### Schansspringen
| Olympiër                                                        | Discipline                     | Resultaat | Prestatie |
| --------------------------------------------------------------- | ------------------------------ | --------- | --- |
| Christof Duffner                                                | normale schans individueel (m) | 18e       | 229,5 punten 110,5 p. (88,5 m) + 119,0 p. (92,5 m) |
| Christof Duffner                                                | grote schans individueel (m)   | 11e       | 213,0 punten 120,5 p. (122,5 m) + 92,5 p. (107,5 m) |
| Hansjörg Jäkle                                                  | grote schans individueel (m)   | 24e       | 169,8 punten 94,2 p. (109,0 m) + 75,6 p. (99,5 m) |
| Gerd Siegmund                                                   | normale schans individueel (m) | 11e       | 243,0 punten 123,5 p. (94,5 m) + 119,5 p. (92,0 m) |
| Dieter Thoma                                                    | normale schans individueel (m) | Brons     | 260,5 punten 127,5 p. (98,5 m) + 133,0 p. (102,5 m) |
| Dieter Thoma                                                    | grote schans individueel (m)   | 15e       | 192,7 punten 102,0 p. (112,5 m) + 90,7 p. (106,5 m) |
| Jens Weißflog                                                   | normale schans individueel (m) | 4e        | 260,0 punten 132,0 p. (98,0 m) + 128,0 p. (96,5 m) |
| Jens Weißflog                                                   | grote schans individueel (m)   | Goud      | 274,5 punten 134,1 p. (129,5 m) + 140,4 p. (133,0 m) |
| Team Hansjörg Jäkle Christof Duffner Dieter Thoma Jens Weißflog | grote schans team (m)          | Goud      | 970,1 punten 110,1 p. (117,0 m) + 121,7 p. (124,0 m) 113,6 p. (119,5 m) + 92,9 p. (108,0 m) 126,8 p. (126,0 m) + 127,3 p. (128,5 m) 136,3 p. (131,0 m) + 141,4 p. (135,5 m) |

### IJshockey
| Olympiër | Discipline | Resultaat | Prestatie |
| --- | ---------- | --------- | --- |
| Helmut de Raaf Klaus Merk Josef Heiß Mirko Lüdemann Torsten Kienass Jörg Mayr Alexander Serikow Andreas Niederberger Richard Amann Ulrich Hiemer Jason Meyer Thomas Brandl Leo Stefan Bernd Truntschka Raimond Hilger Benoît Doucet Wolfgang Kummer Georg Franz Dieter Hegen Stefan Ustorf Michael Rumrich Jan Benda Jörg Handrick | mannen     | 7e        | Voorronde groep A: 4- 3 Duitsland - Oostenrijk 2- 1 Duitsland - Noorwegen 0- 1 Duitsland - Tsjechië 4- 2 Duitsland - Rusland 1- 7 Duitsland - Finland Kwartfinale: 3- 0 Duitsland - Zweden Wedstrijd om 5e t/m 8e plaats: 5- 6 Duitsland - Slowakije Wedstrijd om de 7e plaats: 4- 3 Duitsland - Verenigde Staten |

Amerikaanse Maagdeneilanden · Amerikaans-Samoa · Andorra · Argentinië · Armenië · Australië · België · Bermuda · Bosnië en Herzegovina · Brazilië · Bulgarije · Canada · Chili · China · Chinees Taipei · Cyprus · Denemarken · Duitsland · Estland · Fiji · Finland · Frankrijk · Georgië · Griekenland · Groot-Brittannië · Hongarije · IJsland · Israël · Italië · Jamaica · Japan · Kazachstan · Kirgizië · Kroatië · Letland · Liechtenstein · Litouwen · Luxemburg · Mexico · Moldavië · Monaco · Mongolië · Nederland · Nieuw-Zeeland · Noorwegen · Oekraïne · Oezbekistan · Oostenrijk · Polen · Portugal · Puerto Rico · Roemenië · Rusland · San Marino · Senegal · Slovenië · Slowakije · Spanje · Trinidad en Tobago · Tsjechië · Turkije · Verenigde Staten · Wit-Rusland · Zuid-Afrika · Zuid-Korea · Zweden · Zwitserland